# Un vero gentiluomo
Un vero gentiluomo (Tam Bir Centilmen) è un film del 2024 diretto da Onur Bilgetay.

## Trama
Saygin è un giovane uomo che è riuscito a vivere una vita ricca di glamour facendo il gigolò ma nonostante tutto è un ragazzo infelice. Volendo trovare la vera felicità, Seygin si innamorerà di una ragazza più giovane di lui.

## Distribuzione
Il film è stato distribuito sulla piattaforma Netflix a partire dal 26 settembre 2024.